# Putaoa
Putaoa is een geslacht van spinnen uit de familie Pimoidae.

## Soorten
- Putaoa huaping Hormiga & Tu, 2008
- Putaoa megacantha (Xu & Li, 2007)